# Handheld Games
Handheld Games est une société américaine indépendante de développement de jeux vidéo. Son siège est basé à Mill Creek, dans l'état de Washington, aux États-Unis. La société est à l'origine de plusieurs opus édités par l'entreprise Disney Interactive Studios. Finalement, l'ancien directeur, Thomas L. Fessler, accumulant une expérience de 25 ans dans l'industrie du jeu vidéo, ferme le studio et travaille aujourd'hui dans le développement d'applications pour Costco.

## Jeux développés
| Titre                                                     | Date de sortie | Plateformes      |
| --------------------------------------------------------- | -------------- | ---------------- |
| San Francisco Rush 2049                                   | 1999           | Game Boy Color   |
| Les Enquêtes de Nancy Drew : Message in a Haunted Mansion | 2000           | Game Boy Advance |
| Portal Runner                                             | 2001           | Game Boy Advance |
| Tech Deck Skateboarding                                   | 2001           | Game Boy Color   |
| Triple Play 2001                                          | 2001           | Game Boy Color   |
| Little League Baseball 2002                               | 2002           | Game Boy Advance |
| Dr. Seuss: Green Eggs and Ham                             | 2003           | Game Boy Advance |
| MLB SlugFest 2004                                         | 2003           | Game Boy Advance |
| Super Duper Sumos                                         | 2003           | Game Boy Advance |
| Dragon Tales: Dragon Adventures                           | 2004           | Game Boy Advance |
| Ratchet and Clank: Going Mobile                           | 2005           | Mobile           |
| Phil du futur                                             | 2006           | Game Boy Advance |
| That's So Raven: Psychic on the Scene                     | 2006           | Nintendo DS      |
| The Cheetah Girls: Pop Star Sensations                    | 2007           | Nintendo DS      |
| Power Rangers: Super Legends                              | 2007           | Nintendo DS      |
| Cory est dans la Place                                    | 2008           | Nintendo DS      |
| Little League World Series Baseball                       | 2008           | Nintendo DS      |
| The Cheetah Girls: Passport for Stardom                   | 2008           | Nintendo DS      |